# Drymoea parambensis
Drymoea parambensis là một loài bướm đêm trong họ Geometridae.